# 瑞丽景成直升机场
瑞丽景成直升机场又称瑞丽直升机起降点，是云南省德宏傣族景颇族自治州瑞丽市的一座直升机场，位于瑞丽城区西北侧勐秀乡南京里的刀坝，距离市区10公里。直升机场占地面积约120亩，其中进场道路占地约20亩，有1万平方米停机坪一个，可同时停放六架直升机，包括航站楼、机务办公楼、后勤办公楼各一幢，配备停机库、指示塔、航油库、消防中心等设施，另有一条长340米的跑道。
瑞丽景成直升机场于2013年1月18日开工建设，2013年8月26日，瑞丽景成直升机有限公司的一架西科斯基S-92A自德宏芒市机场飞抵瑞丽景成直升机场，为瑞丽景成直升机场首航。
由于直升机场位于瑞丽江－大盈江国家级风景名胜区内，存在开山采石现象，严重破坏山体植被、生态环境和景观风貌，于2014年12月被中华人民共和国住房和城乡建设部点名查处。截止2019年末，瑞丽直升机场尚未获得民航局的通用机场使用许可。

## 资料来源
1. 1 2 3  . www.jcjtgs.com. 云南景成集团有限责任公司. 2013-09-23  [2017-08-27]. （原始内容存档于2017-10-01）.
2. ↑  项陆才. . 新浪新闻. 云南网. 2014-05-19  [2017-08-27]. （原始内容存档于2020-09-27）.
3. ↑  王楠. . yn.yunnan.cn. 云南网. 2014-05-18  [2017-08-27]. （原始内容存档于2017-10-01）.
4. ↑  李卫昌. . www.ruili.gov.cn. 瑞丽江. 2013-08-28  [2017-08-27]. （原始内容存档于2017-10-01）.
5. ↑  . 私人飞机网. 昆明信息港. 2013-08-28  [2017-08-27]. （原始内容存档于2017-06-15）.
6. ↑  胡静. . 云南网. 春城晚报. 2013-08-27  [2017-08-27]. （原始内容存档于2017-09-03）.
7. ↑  . 春城晚报. 2014-12-19  [2020-01-13]. （原始内容存档于2020-10-10）.
8. ↑  中国AOPA. . 中国民航网. 2019-10-16  [2020-08-01]. （原始内容存档于2021-04-09）.